# (14535) Kazuyukihanda
(14535) Kazuyukihanda est un astéroïde de la ceinture principale.

## Description
(14535) Kazuyukihanda est un astéroïde de la ceinture principale. Il fut découvert le 1er septembre 1997 à Yatsuka (en) par Hiroshi Abe. Il présente une orbite caractérisée par un demi-grand axe de 3,22 UA, une excentricité de 0,20 et une inclinaison de 23,6° par rapport à l'écliptique.

## Compléments